# Пітер Воррен Діз
Пітер Воррен Діз (англ. Peter Warren Dease, 1 січня 1788 — 17 січня 1863) — канадський арктичний дослідник та торговець хутром.

## Біографія

### Раннє життя
Пітер Воррен Діз народився в Макіно-Айленд 1 січня 1788 року та був четвертим сином Джона Діза, ірландського республіканця і Джейн Френч, католички з індіанського племені могавків.. У віці 13 років Пітер пішов з дому і розпочав займатись торгівлею хутром.